# Disgaea: Hour of Darkness
Disgaea: Hour of Darkness (魔界戦記 ディスガイア, Макай Сэнки Дисугайа, букв. «История войны в Аду: Дисгая») — тактическая ролевая игра, разработанная компанией Nippon Ichi Software и изданная Nippon Ichi Software в Японии, Atlus USA, Inc в США и Канаде и Koei в Европе для игровой консоли Sony PlayStation 2. В Японии игра была выпущена 30 января 2003 года, в США и Канаде 27 августа 2003 года и в Европе 28 мая 2004 года.
Успех игры был столь велик, что она породил ряд сиквелов, аниме и мангу по мотивам (под названием Makai Senki Disgaea) и другую сопутствующую продукцию. В 2006 году было выпущено продолжение игры под названием Disgaea 2: Cursed Memories, а также переиздание оригинальной игры на платформе PlayStation Portable под названием Disgaea: Afternoon of Darkness. Триквел Disgaea 3: Absence of Justice был выпущен для PlayStation 3 в 2008 году. В 2016 году игра портирована на Windows.

## Сюжет
История начинается со сцены поднятия Лахарла (Laharl). Этна, одна из его подданных, стоит напротив него и стреляет из всего чего возможно, чтобы звуком разбудить Лахарла. После того как Лахарл наконец-таки просыпается, она объясняет ему, что пока он спал целых 2 года, умер его отец, Король Кричевской (King Krichevskoy). Лахарл решает стать повелителем Netherworld. После небольшой консультации с Этной (Etna) и другими подданными, они собираются в путь к замку Ваерса (Vyers)
После победы над демоном Ваерсом, который назвал себя не иначе как Dark Adonis и тут же был переименован Лахарлом в Mid-Boss, Лахарл встречает ангела-стажера Флонн. Флонн была послана в Netherworld серафимом Ламмингтоном (Seraph Lammington), правящим Селестией (Celestia), чтобы убить Короля Кричевского (который и так умер). Потрясенная тем, что Лахарлу нет никакого дела до смерти отца, жизнерадостная Флонн присоединяется к Лахарлу чтобы узнать, способны ли демоны любить. Однако, за ними наблюдает архангел Вулканус (Archangel Vulcanus), который воспринимает действия Флонн, как заговор против него.
После того как Этна просит Лахарла выдать зарплату Принни (Prinnies), которых она наняла, он решает напасть на демона с толстым кошельком поблизости. Им оказался Хоггмейзер (Hoggmeiser) проживающий во Дворце Динеро (Dinero Palace). После того, как Хогмейзер проиграл, Лахарл собирается убить его, но вдруг из ниоткуда выбегает сын Хоггмейзера. Он просит Лахарла не убивать отца, Флонн тоже убеждает Лахарла не делать этого. В конце концов Лахарл берет деньги и Хоггмейзер присоединяется к нему.
Однажды Флонн и Этна находят фотографию с Лахарлом, запечатлённым в чём-то крайне забавном. На обороте фотографии написано, что копии этих фотографий будут разосланы по всему Netherworld, если он не примет вызов. Лахарл решается на этот вызов. Он встречает Мадераса (Maderas), вампира. Вампир был выслан Королём Кричевским за то, что он украл любимое лакомство Короля — чёрные крендели. Мадерас использует против Лахарла две его самые большие слабости — доброту и женщин с сексуальными телами. Так же, Мадерас контролировал разум Этны похитив её память. Он заставил её убить принца, но она отравила его, чтобы тот спал 2 года. В конечном счёте, Этна предает Мадераса.
Позже, Флонн просыпается ночью и видит, как несколько Принни поют, покидая замок. Лахарл, беспокоящийся о том, что его репутация будет запятнана, если это обнаружат, покидает замок и отправляется вслед за Принни. В итоге, он сталкивается со Смертью и мы узнаем то, что Big Sis Prinny, фактически, является матерью Лахарла. Она стала Принни потому, что отдала свою жизнь, чтобы спасти своего сына…
После того, как Лахарл становится Повелителем Ада, он встречает несколько людей с Земли. Гордон, Защитник Земли (Gordon, Defender of Earth), Дженнифер (Jennifer), его ассистент, и их робот Четверг (Thursday). Гордон думал, что его миссия состоит в том, чтобы убить Лахарла, предотвратив нападение демонов на Землю. Лахарл обещает не вторгаться на Землю, если Гордон победит его или Гордон станет одним из его подданных в случае проигрыша. Гордон проигрывает. После того, как Силы Защитников Земли (Earth Defense Force) появляются в Преисподней (Netherworld), Гордону становится ясно, что его посылали для того, чтобы открыть путь для вторжения людей в Преисподнюю, которые были в сговоре с Вулканусом.
Генерал Картер (Carter) посылает Куртиса (Kurtis) в Преисподнюю и в конечном счёте сам летит туда на Космическом Боевом Корабле Гаргантюа (Space Battleship Gargantua). Затем Куртис похищает Дженнифер и Лахарл приказывает уничтожить все корабли, кроме Гаргантюа. Когда Лахарл со своими друзьями добирается до моста, на них нападают несколько ангелов из Селестии. После поражения, генерал Картер покидает корабль, вдруг из ниоткуда появляется Mid-Boss чтобы что-то узнать.
В ответ на это, Флонн решает пойти в Селестию чтобы поговорить с Серафом. Вулканус идёт к Серафу Лемингтону и сообщает о том, что Флонн — предатель, который ведёт армию демонов для вторжения в Селестию. Вулканус заявляет о том, что хочет захватить все три мира (Селестию, Ад и Землю), чтобы править ими как Бог. После победы над Вулканусом, Лахарл, наконец, встречается с Серафом и Флонн объясняет ему план Вулкануса и то, что она узнала за время путешествия с Лахарлом. Сераф принимает её версию событий и соглашается в том, что демоны способны проявлять чувство любви. Однако, это не отменяет наказания, так как она сражалась против других ангелов. И он превращает её в цветок. Лахарл, поражённый такой несправедливостью, убивает Серафа в финальной схватке.
Таким образом, из почти неудачника, которым Лахарл предстаёт в начале игры (проспав смерть собственного отца), он превращается в героя.
Однако, у игры есть несколько вариантов окончания. Например, Серафим может выжить/не выжить. Флонн может быть восстановлена или превращена в Падшего Ангела. Лахарл может стать великим Повелителем и исчезнуть, оставляя Этну присматривать за Адом. Или же он может умереть и стать Принни. Можно также отметить то, что в хорошей концовке, когда дух матери Лахарла явится к нему, Ваерс (Vyers), кажется, уже давно знает её, и то, как он говорит с Лахарлом, наводит на мысль, что Ваерс и есть Король Кричевской.
По ходу игры в команде присутствуют ангелы, люди и демоны, что напоминает сюжет Grandia II или yakusoku no chi Riviera (в разработке которой участвовали некоторые из создателей первой Grandia). Помимо этого в игре заметны намёки на Super Sentai, Cyborg 009 (Кёртис), Rozen Maiden (магазин называется «Филиал фирмы Розэн Куин в Преисподней»), Langrisser (название намекает на вторую часть серии, Gaia no monshō).

## Ремейки

### Disgaea: Afternoon of Darkness
Disgaea: Afternoon of Darkness — это ремейк оригинальной игры для портативной системы PSP.
Главное отличие состоит в том, что появилась кампания за Этну и добавилась поддержка мультиплеера через Ad-hoc.
Другие изменения:
- Режим Этны (англ. Etna Mode) — история, которая рассказывает, что бы случилось, если бы Этна убила Лахарла в начале игры.
- Появился магазин музыки, где можно покупать песни, которые будут играть в Item World.
- Множество незначительных дополнений.

### Disgaea DS
Disgaea DS — это переиздание игры для консоли Nintendo DS. За основу взята игра Disgaea: Afternoon of Darkness. Главным отличием является поддержка touch-screen. Однако, в связи ограниченности размера носителя, большая часть текста осталась не озвученной.

## Критика
| Сводный рейтинг       | Сводный рейтинг | Сводный рейтинг    | Сводный рейтинг |
| Издание               | Оценка          | Оценка             | Оценка          |
| Издание               | DS              | PS2                | PSP             |
| --------------------- | --------------- | ------------------ | --------------- |
| GameRankings          | 82,70 %         | 85,53 %            | 87,77 %         |
| Metacritic            | N/A             | 84/100 (42 обзора) | N/A             |
| MobyRank              | N/A             | 87/100             | N/A             |
| «Критиканство»        | N/A             | 90/100 (1 обзор)   | N/A             |
| Иноязычные издания    |                 |                    |                 |
| Издание               | Оценка          | Оценка             | Оценка          |
| Издание               | DS              | PS2                | PSP             |
| Eurogamer             | N/A             | 9/10               | N/A             |
| GameRevolution        | N/A             | B+                 | N/A             |
| GameSpot              | N/A             | 8,1/10             | N/A             |
| GameSpy               | N/A             | [ 11 ]             | N/A             |
| IGN                   | N/A             | 9,2/10             | N/A             |
| Русскоязычные издания |                 |                    |                 |
| Издание               | Оценка          | Оценка             | Оценка          |
| Издание               | DS              | PS2                | PSP             |
| «Домашний ПК»         | N/A             | [ 13 ]             | N/A             |